# نسخونس
| ns · z | x · n | sw |

| ns · z | x · n | sw |

نسخونس (انگلیسی: Neskhons؛ منتسب به خونس) یکی از برجسته‌ترین بانوان دودمان بیست و یکم مصر است که گاهی با عنوان نسخونسوس هم شناخته می‌شود. او دختر اسمندس دوم و تاخنجوتی بود و با عموی خودش پاینجم دوم، کاهن اعظم آمون ازدواج کرد. نسخونس دارای ۴ فرزند بود. دو پسر به نام‌های جانفر و ماساهرتا و همین‌طور دو دختر به نام‌های ایتاوی و نشی‌تانب‌تاشرو که تمام اینها در لوحی نوشته‌شده در مقبرهٔ وی یافت شد. جسد مومیایی‌شدهٔ وی به اتفاق جسد شوهرش پاینجم دوم، در سال ۱۸۸۱ و در شهر مردگان تبان کشف‌شد. در ۲۷ ژوئن ۱۸۸۶ میلادی، لفاف‌های نازک و کتانی جسد مومیایی‌شدهٔ نسخونس توسط گستون مسپرو، مصرشناس برجسته فرانسوی برداشته‌شد. گرافتن الیوت اسمیت در حدود ۲۰ سال بعد، باقیماندهٔ نوارها و لفاف‌های جسد مومیایی را برداشت.

کیفیت مومیایی و بررسی بیشتر جسد مشخص کرد که نسخونسوس هیچ گیسوی خاکستری نداشته و این موضوع ثابت می‌کرد که او در جوانی درگذشته‌است. بنا بر اظهارات اسمیت؛ او یا در حین وضع‌حمل و به دنیا آوردن نوزاد یا در طول دوران بارداری جان خود را از دست داده‌است. تزئینات طلایی تابوت او قبلاً به سرقت رفته بود. همچنین، تعویذ سوسک سرگین غلتانک طلایی او توسط خانوادهٔ عبدالرسول از سارقان مشهور قبور فراعنه به سرقت رفت اما بعدها کشف و به موزه بریتانیا منتقل گردید.

## نگارخانه

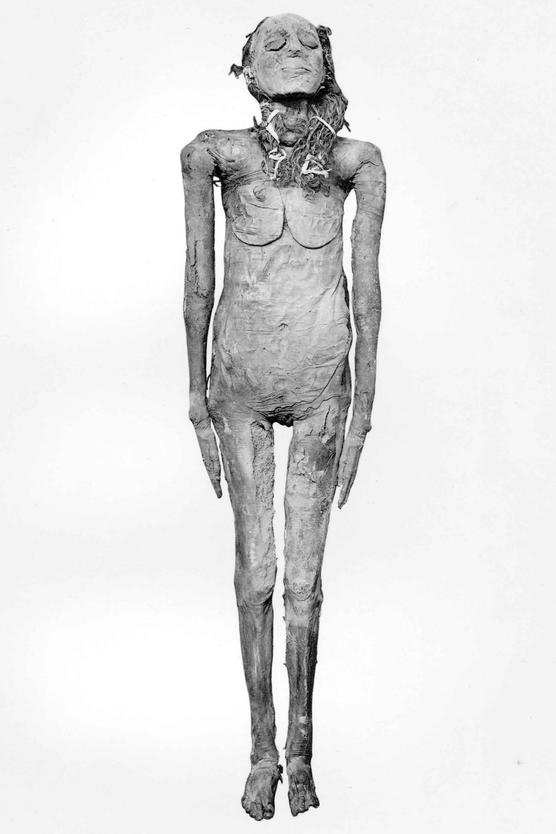
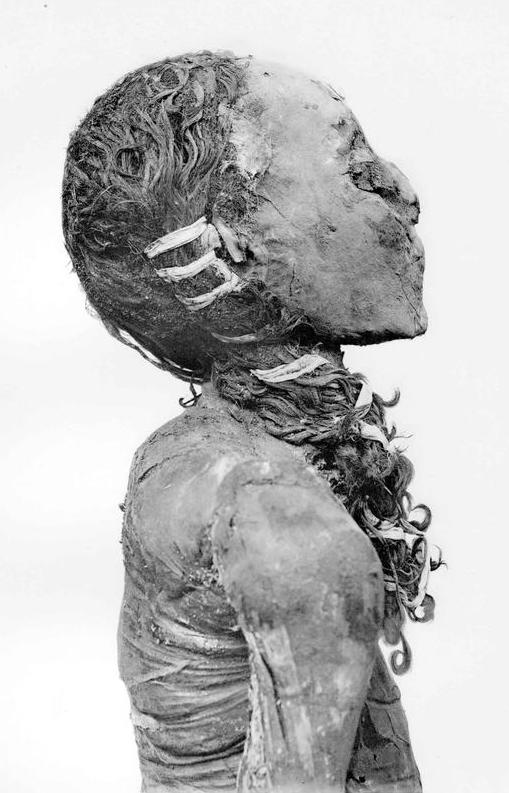
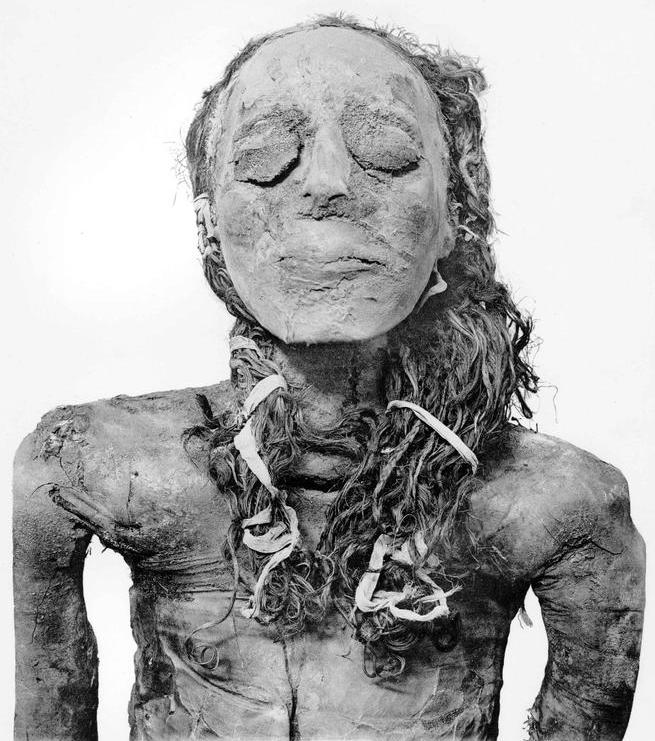
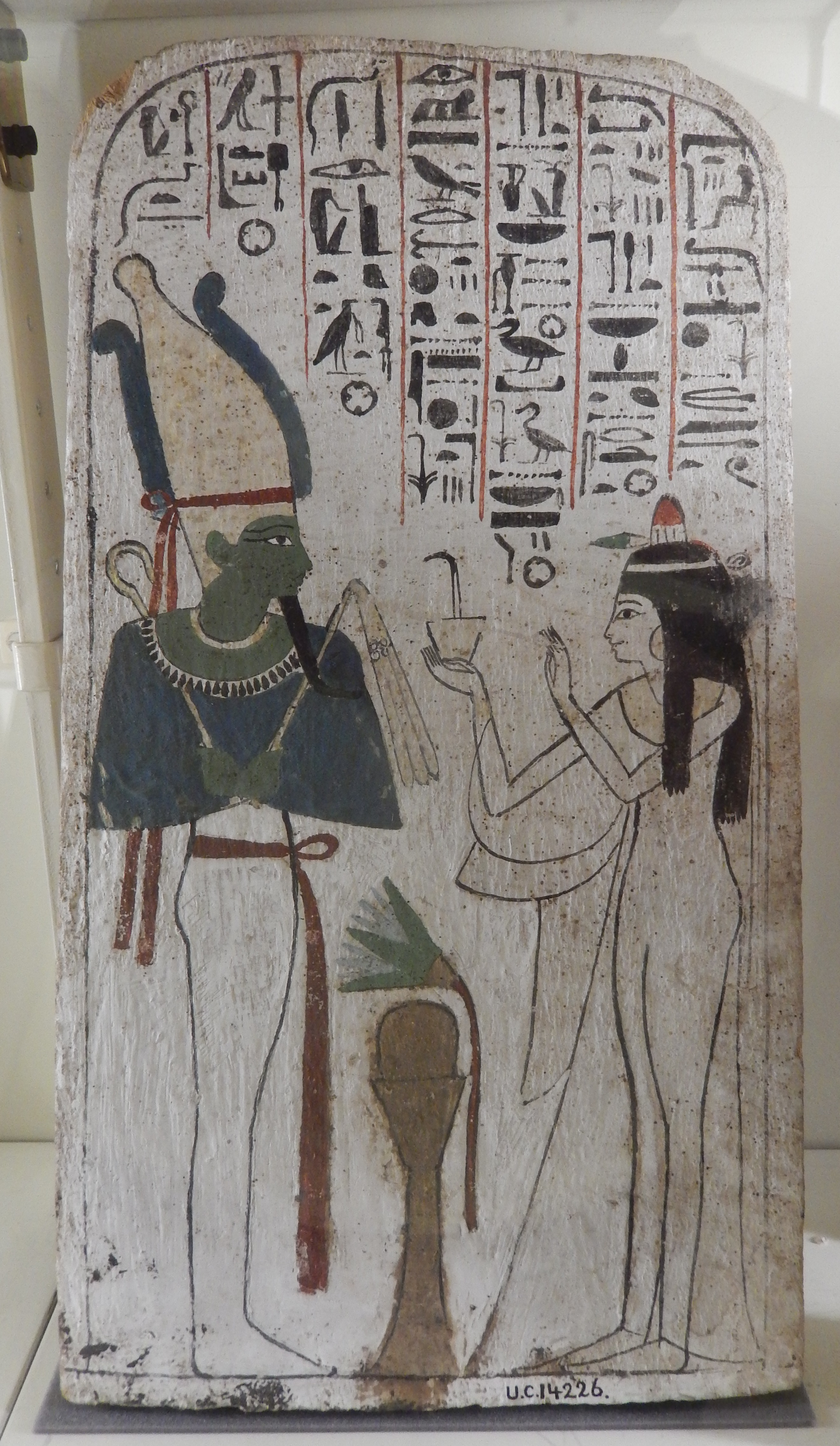
لوحه نسخونس